# Odruch źreniczny paradoksalny Piltza
Odruch źreniczny paradoksalny Pilitza – odruch źreniczny, który polega na rozszerzaniu źrenicy podczas jej oświetlania.